# Виноград лесной
Виногра́д лесно́й (лат. Vítis viniféra subsp. sylvéstris) — подвид Винограда культурного (Vitis vinifera); многолетняя кустарниковая лиана до 10—15 м длиной.

## Распространение и экология
Распространён в Западной Европе по всему северному побережью Средиземноморья, на территории Украины (Карпаты) в Молдове, на Европейской части России (Причерноморский район, запад, Крым), на Кавказе (все районы), в Средней Азии (Горно-Туркменский район). Редкое европейско-средиземноморское растение.
Растёт по долинам рек, на скалистых склонах, в лесах, до высоты 1500—1800 м над уровнем моря.
За год побеги вырастают на 50—100 см. Растение двудомное, сеянцы зацветают на 5—6-й год.

## Ботаническое описание
Кора серовато-буроватая, тонкобороздчатая. Старая — лентовидно отслаивается.
Листья округлые, до 9 см, трёх-пятилопастные, голые или с рассеянными волосками, с широкой выемкой при основании, нижняя сторона листа слегка опушена, осенью листья становятся золотистыми, с ярко-оранжевыми пятнами.
Цветёт виноград лесной в мае, цветки собраны в соцветие — рыхлую боковую метёлку, они раздельнополые, двудомные. Тычинок пять, пестик образован двумя плодолистиками.
Плоды — чёрные шаровидные сочные ягоды с сизым налётом — 6—8 мм в поперечнике, грозди до 15 см длины, весом до 80 граммов; плоды созревают в сентябре.

## Значение и применение
Медонос и пергонос.
Многие сорта винограда культурного произошли от дикорастущего евразийского вида — винограда лесного.
Дикая лоза может представлять известный интерес для селекционера как материал для выведения жаро- и морозостойких сортов, обладающих известной устойчивостью против филлоксеры и грибных заболеваний. Дикая лоза легко скрещивается с различными культурными сортами, что доказывается как наличием многочисленных естественных скрещиваний, наблюдаемых в природной обстановке, так и искусственным опылением функционально женских сортов пыльцой дикой лозы, практиковавшимся в Ханларском районе АзССР и в Болнисском районе Грузии.
Незрелые плоды дикой лозы в некоторых районах Армении собираются в большом количестве населением и употребляются в маринованном виде, как приправа к кушаньям.